# Chivas Regal

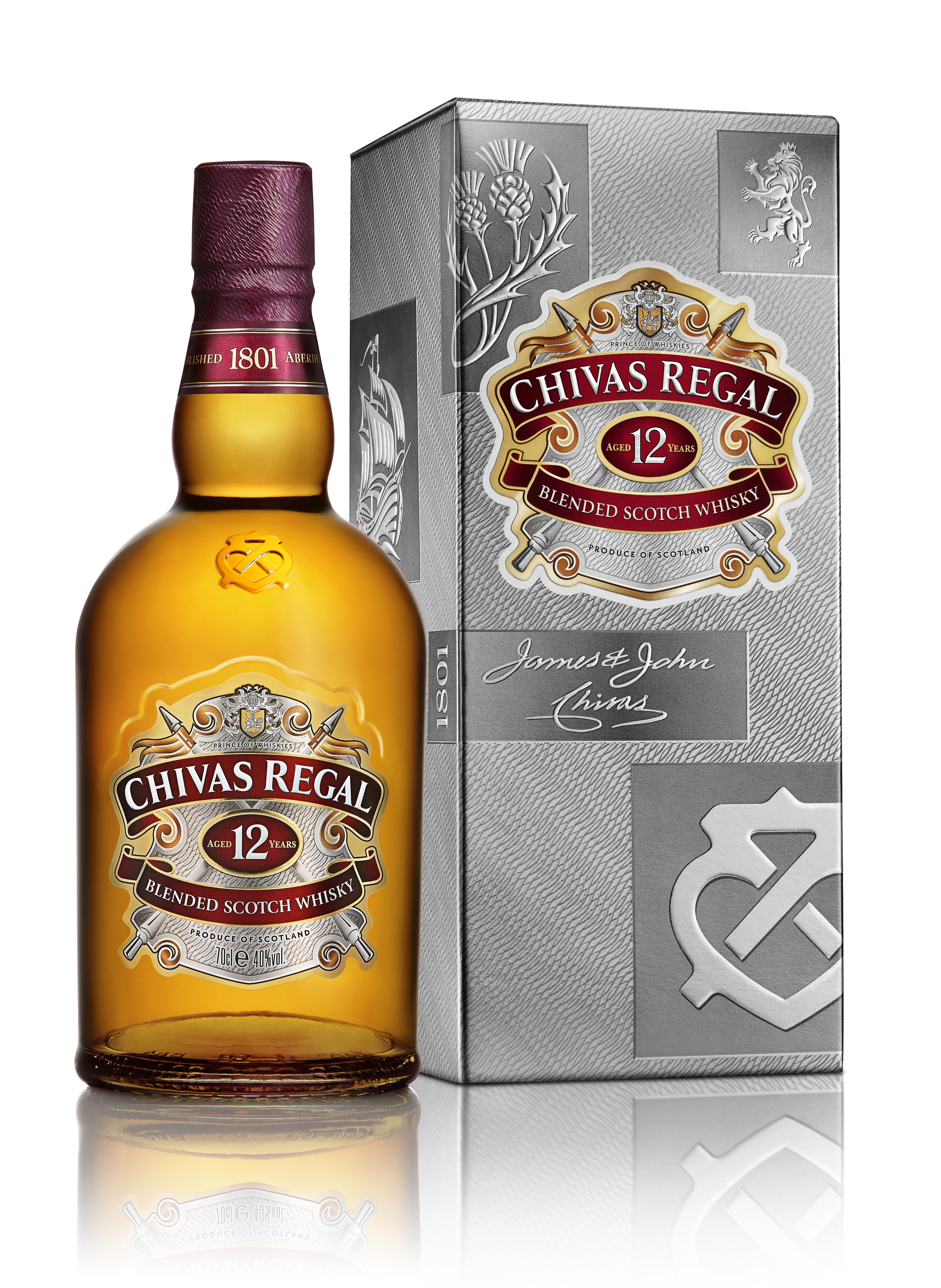

Chivas Regal este un whisky Scoțian produs de firma Chivas Brothers Ltd., parte din concernul francez Pernod Ricard (din 2001). A fost fondat în anul 1801 în Aberdeen, Scoția. Brandul Chivas a apărut prima oară în distileria Strathisla în orașul Keith, Moray din Speyside, Scoția.
Chivas Regal este una din cele mai căutate mărci de whisky din lume, fiind vândut în peste 200 de țări. Este cel mai bine vândut din Europa și Asia de lângă Pacific și este considerat unul din cele mai puternice branduri din lume. Vânzările au crescut cu 61% între 2002 și 2008.

## Whiskiurile Chivas Regal
Whiskyul Chivas Regal este preparat într-un mod caracteristic, având aromă de miere.
- Chivas Regal de 12 ani: obținut din whisky vechi de cel puțin 12 ani, are un gust dulceag cu o ușoară aromă de miere.
- Chivas Regal de 18 ani: obținut din whisky vechi de cel puțin 18 ani. Arome de ciocolată, portocale, citrice și cireșe.[4]
- Chivas Regal de 25 ani: obținut din whisky vechi de cel puțin 25 de ani; în cantități mici, la un preț de 300 de dolari.[5] Acesta are un gust ușor de caise și piersici.

## Istoric
1640: Casa familiei Schivas, o reședință mare, este construită în Schivas, Aberdeenshire. Numele este derivat din cuvântul celtic "seamhas", însemnând loc îngust. Timp de secole, oamenii de acolo au adoptat numele de Chivas.
1801: Urmele fraților Chivas au fost găsite de când aceștia au deschis un magazin alimentar în Aberdeen. Acesta vindea produse culinare de lux, cafea, mirodenii exotice, specialități franțuzești și rom caraibean pentru clientela înstărită. Frații Chivas au început să producă un whisky dulceag, însă era de multe ori prea tare, iar duratele păstrării erau prea scurte.
1843: Frații Chivas au primit de la regina Victoria un contract regal de aprovizionare. În anul 1890, firma Frații Chivas era considerată de revista Scotland of Today (Scoția de azi) drept "cea mai bună afacere de aprovizionări din nordul Scoției".
1909: Chivas Regal de 25 de ani a fost lansat ca marcă originală de whisky de lux și a devenit curând lider de piață în SUA, unde economia prosperă de la începutul secolului înlesnea achiziția produselor de lux. Chivas Regal și-a continuat succesul până la prohibiția din anii 1920.
1949: Chivas Regal a fost cumpărat de compania Seagram, ceea ce a dus la un sistem mai dezvoltat de distribuție și marketing.
1950: Chivas Regal a fost relansat în SUA, în urma terminării prohibiției și a celui de-al doilea război mondial și a devenit o băutură la modă, fiind marca preferată a lui Frank Sinatra și restul al prietenilor lui (porecliți “the Rat Pack”). Sinatra a cerul Chivas Regal, precum și alte mărci cunoscute în spatele scenei la interpretările sale, iar Chivas i-a sponsorizat în 1990 lui Sinatra Diamond Jubilee Tour.
Datorită acestui succes, compania fraților Chivas a reușit să cumpere distileria Strathisla, care produce whiskyul dulce, cu aromă de miere caracteristic whiskyului Chivas Regal.
1997: Cunoscutul blender Colin Scott a creat o nouă rețetă de whiskyuri vechi pentru a produce Chivas Regal de 18 ani.
2000: Chivas Regal a fost cumpărat de concernul francez Pernod Ricard la desființarea grupului Seagram Company Ltd.
2001: Chivas Regal se vinde în China, întrucât, precum în SUA, economia prosperă duce la cererea de produse luxoase. Chivas Regal este acum cel mai popular brand în China.
2007: Chivas Regal de 25 de ani, creat tot de Colin Scott este lansat la un eveniment care a avut loc la Biblioteca Publică din New York, fiind asistat de staruri precum Julianne Moore, Lucy Liu, Diana Krall și Daniel Wu. Chivas Regal ajunge la un record de vânzări, de 4,4 milioane de cutii a câte 9 litri.

## Distileria Strathisla

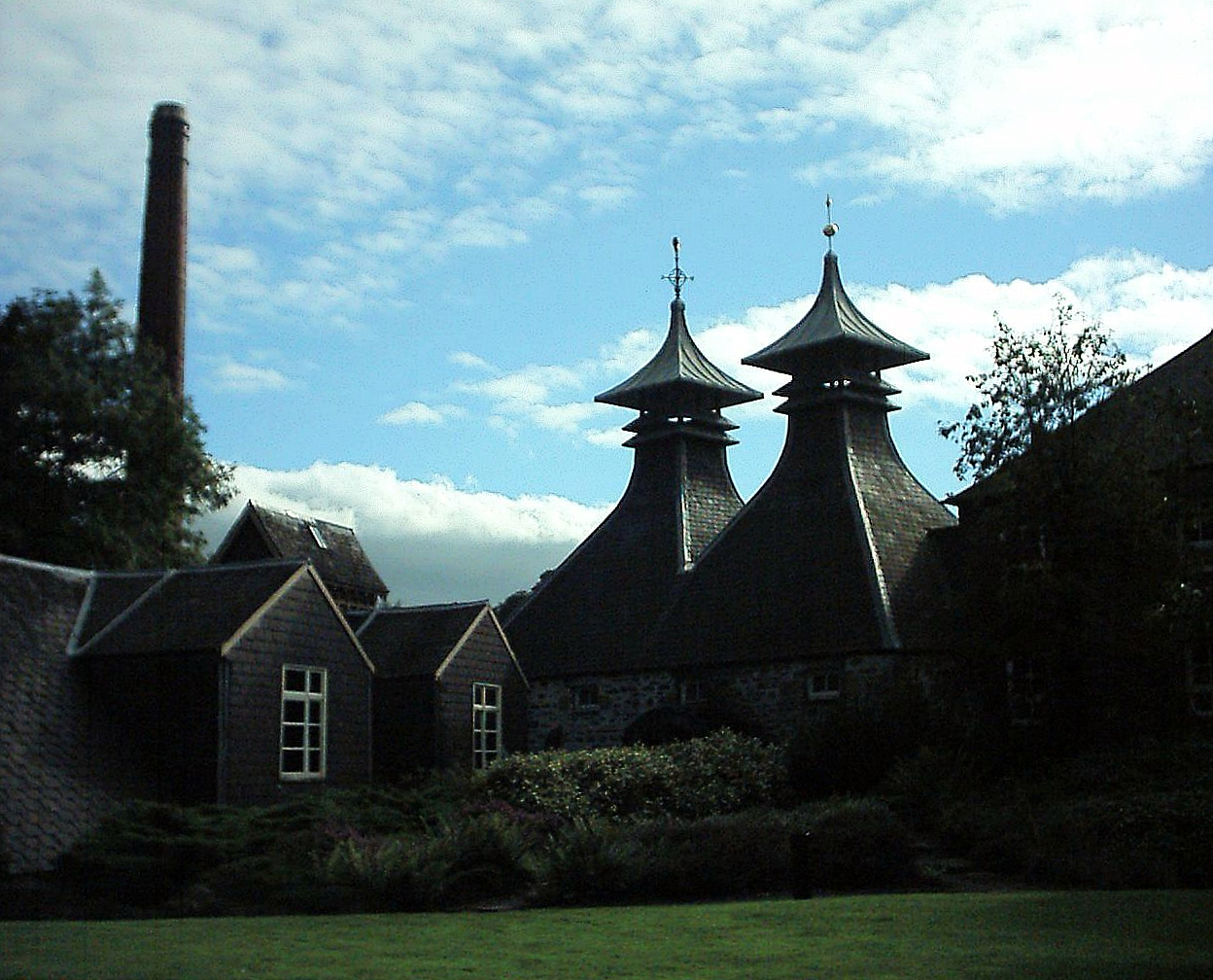

Chivas Regal este produs în Speyside, în cea mai veche distilerie din Scoția - Distileria Strahisla. Aceasta îi oferă un gust dulce natural și ajută la crearea gustului caracteristic al whiskyului Chivas Regal. Fiind un whisky obținut prin amestec, Chivas Regal își păstreză calitatea în timp.

## Marketing
În 2009, Chivas Regal a lansat un nou program de publicitate global, care a traversat toate continentele. 'Live with Chivalry' a fost creat de agenția de publicitate RSCG. Campania include apariții TV și în presă. Recent, Chivas Regal a sponsorizat pe The Black Eyed Peas, Robbie Williams, Beyonce și Christina Aguilera.

## În cultura populară
În serialul de televiziune Boston Legal, Denny Crane (William Shatner) și Alan Shore (James Spader) pot fi văzuți la sfârșitul fiecărui episod bând Chivas și fumând țigări. Cu toate că ei nu pronunță niciodată numele Chivas, sticla este de multe ori la vedere.
Grupul australian de muzică rap, The Hilltop Hoods, introduc numele în cântecul lor What a Great Night (DNR). „Chivas Regal you rock the house...”
Cântăreața americană Kelly Clarkson aduce un tribut băuturii pe ultimul ei album „My December”. Cântecul Chivas este un cântec ascuns plasat după piesa Irvine. Clarkson a scris cântecul într-un bar, înaintea unui concert în Los Angeles, unde a fost văzută bând Chivas, și pe un clip video la Youtube.
În scena din retaurant a filmului Mrs. Doubtfire, Daniel Hillard (Robin Williams) și șeful său comandă două Chivas.
Rapperii The Beastie Boys fac aluzie la băutură în cântecul Brass Monkey, în versul We're offered Moet, we don't mind Chivas, wherever we go with bring the Monkey with us! .
Brandul mai este menționat de formația scoțiană The Almighty în piesa Bandaged Knees.
Cântărețul american Tom Waits menționează marca în cântecul său Downtown (abum: Heartattack and Vine): Drinkin' Chivas Regal in a four dollar room.
Chivas era băutura preferată a detectivului particular Travis McGee, în seria de romane scrise de John D. MacDonald.
Chivas a fost una din băuturile preferate ale lui Jim Morrison.